# Farzona
Inoyat Hojieva (en tadjik: Иноят Ҳоҷиева, en persa عنایت حاجی‌اِوا) més coneguda com a Farzona (en tadjik: Фарзона, en persa فرزانه) o Farzaneh Khojandi (en tajik persa فرزانه خجندی) (3 de novembre de 1964, Khujand, Tadjikistan) és una poetessa que escriu en tadjik. Les seves influències són els poetes perses clàssics com Ferdowsi o Rumi, però també poetes contemporànies com Forugh Farrokhzad, amb qui se la compara sovint, anomentant-la la Forugh de Tadjikistan. La seva poesia s'ha descrit com a juganera i enginyosa, utilitzant la rica tradició literària persa d'una forma subversiva i humorística.
Està interessada principalment en les emocions humanes i les relacions socials, si bé també tracta sobre temes socials de forma més indirecta.
Farzona és valorada com una de les poetes més importants del seu país, on és considerada una poeta nacional. Algunes fonts la consideren una de les millors escriptores en persa de l'actualitat. Té un seguiment destacat en altres països de parla persa, com Iran o Afghanistan, i també a països de l'ex-unió soviètica, on ha estat àmpliament traduïda (Tadjikistan formava part de l'URSS). El 2008, Farzona, juntament amb la poetessa anglesa Jo Shapcott i l'acadèmica iraniana Narguess Farzad van traduir per primer cop, a partir del suport del Poetry Translation Centre, un recull de poemes a l'anglès. Aquell mateix any, juntament amb altres poetes del món i els seus traductors, va realitzar una gira per 11 ciutats angleses per recitar la seva poesia. El 2019 va rebre un reconeixement per part d'una associació de periodistes iranians, que li van atorgar un premi a la seva trajectòria literària.